# عمر شیخ
عمرشیخ پسر تیمور لنگ (۷۹۶ - ۷۹۴ قمری / ۱۳۹۴ - ۱۳۹۳ میلادی) یکی از پسران تیمور بود که چون پیش از پدر مرد سلطنت نیافت.

## عمر شیخ در نبرد
عمرشیخ همواره همراه پدر در جنگ حضور داشت. وی در پایان یورش سه ساله، در دفع شورش خوارزم کوشش‌های فراوانی نمود، اما چون اوضاع فرارود (ماوراءالنهر) نامساعد گزارش شده بود، به همین خاطر برای آرام کردن اوضاع به آن دیار رفت.

## حکمرانی در فارس
در یورش پنج ساله تیمور که منجر به فتح فارس و کشته شدن شاهزادگان آل مظفر شد «رجب ۵۹۵ ق / مه ۱۳۹۳ م»، تیمور فارس را به پسر خود عمرشیخ واگذار کرد و خود از آن جا عازم بغداد شد.

## مرگ عمر شیخ
عمر شیخ هنگام اقامت تیمور در بغداد که به منظور تقویت سپاه و تدارک اسباب حمله به مصر و شام (یا همان سوریه و لبنان فعلی) بود، از فارس به دیدار پدرش آمد، اما در چهارمنزلی بغداد در خرماتوبه وسیله یاغیان محلی کشته شد «ربیع‌الاول ۷۹۶ ق / ژانویه ۱۳۹۴ م». که این واقعه به شدت موجب تألم و تأثر تیمور شد. پس از قتل عمرشیخ، حکومت فارس را به نوه‌اش، پیر محمد جهانگیر واگذاشت.

## خانواده
همسران، هم‌بالین‌ها و فرزندان
- ملکت آغا: دختر خان مغولستان، خیزر خواجه. سپس با برادرش شاهرخ ازدواج کرد؛
  - پیرمحمد (۱۳۷۹ – ۱۴۰۹)؛
  - اسکندر (۱۳۸۴ – ۱۴۱۵)؛
  - احمد (۱۳۸۵ – ۱۴۲۵)؛
  - بایقرا (۱۳۹۳ – ۱۴۲۳)؛
  - اسفندیار؛
- قتلغ ترکان آغا مغول؛
  - رستم (۱۳۸۱ – ۱۴۲۵/۵)؛
- سلطان آغا؛
  - محمد؛
  - نسب سلطان؛
- بیگ ملک آغا: دختر خواجه یوسف آپاردی؛
  - بابا بیکی؛
- بخت سلطان: دختر یاسور جلایر؛
  - بستام؛
  - زبیده سلطان: ازدواج با یادگار شاه آرلات؛
- توگلغ سلطان جلایر: سپس با برادرزاده‌اش پیرمحمد ازدواج کرد؛
  - سید احمد (زادهٔ ۱۳۹۰)؛
- مهر خوش؛
  - علی؛
  - عمر؛
  - سعادت سلطان: ازدواج با سلطان محمود، خان مغولستان؛
- قتلغ ترکان؛
  - جهان سلطان آغا: ازدواج با تغای بوغا برلاس؛
- تکش خاتون؛
  - دستان؛
- دختر حاجی بیگ جانی قربانی؛
- سیوینچ قتلغ آغا: مؤید آرلات از خواهر تیمور، شیرین بیگ آغا؛[۳]